# Lumigny-Nesles-Ormeaux
Lumigny-Nesles-Ormeaux és un municipi francès, situat al departament de Sena i Marne i a la regió de Illa de França. L'any 2007 tenia 1.510 habitants.
Forma part del cantó de Fontenay-Trésigny, del districte de Provins i de la Comunitat de comunes de Val Briard.

## Demografia

### Població
El 2007 la població de fet de Lumigny-Nesles-Ormeaux era de 1.510 persones. Hi havia 522 famílies, de les quals 85 eren unipersonals (36 homes vivint sols i 49 dones vivint soles), 146 parelles sense fills, 259 parelles amb fills i 32 famílies monoparentals amb fills.
La població ha evolucionat segons el següent gràfic:
Habitants censats

### Habitatges
El 2007 hi havia 588 habitatges, 531 eren l'habitatge principal de la família, 40 eren segones residències i 18 estaven desocupats. 560 eren cases i 27 eren apartaments. Dels 531 habitatges principals, 447 estaven ocupats pels seus propietaris, 71 estaven llogats i ocupats pels llogaters i 13 estaven cedits a títol gratuït; 3 tenien una cambra, 23 en tenien dues, 56 en tenien tres, 106 en tenien quatre i 343 en tenien cinc o més. 462 habitatges disposaven pel capbaix d'una plaça de pàrquing. A 185 habitatges hi havia un automòbil i a 324 n'hi havia dos o més.

### Piràmide de població
La piràmide de població per edats i sexe el 2009 era:
| Homes | Edats   | Dones |
| ----- | ------- | ----- |
| 0     | 95 o +  | 0     |
| 0     | 90 a 94 | 4     |
| 0     | 85 a 89 | 0     |
| 12    | 80 a 84 | 4     |
| 8     | 75 a 79 | 20    |
| 24    | 70 a 74 | 8     |
| 20    | 65 a 69 | 28    |
| 28    | 60 a 64 | 20    |
| 32    | 55 a 59 | 40    |
| 44    | 50 a 54 | 32    |
| 56    | 45 a 49 | 56    |
| 68    | 40 a 44 | 76    |
| 48    | 35 a 39 | 48    |
| 44    | 30 a 34 | 52    |
| 36    | 25 a 29 | 40    |
| 44    | 20 a 24 | 24    |
| 48    | 15 a 19 | 52    |
| 48    | 10 a 14 | 60    |
| 52    | 5 a 9   | 40    |
| 44    | 0 a 4   | 36    |

## Economia
El 2007 la població en edat de treballar era de 1.018 persones, 783 eren actives i 235 eren inactives. De les 783 persones actives 722 estaven ocupades (383 homes i 339 dones) i 61 estaven aturades (30 homes i 31 dones). De les 235 persones inactives 69 estaven jubilades, 97 estaven estudiant i 69 estaven classificades com a «altres inactius».

### Ingressos
El 2009 a Lumigny-Nesles-Ormeaux hi havia 531 unitats fiscals que integraven 1.494,5 persones, la mediana anual d'ingressos fiscals per persona era de 22.741 €.

### Activitats econòmiques
Dels 67 establiments que hi havia el 2007, 1 era d'una empresa extractiva, 2 d'empreses de fabricació d'altres productes industrials, 12 d'empreses de construcció, 15 d'empreses de comerç i reparació d'automòbils, 4 d'empreses de transport, 4 d'empreses d'hostatgeria i restauració, 3 d'empreses d'informació i comunicació, 2 d'empreses financeres, 2 d'empreses immobiliàries, 18 d'empreses de serveis, 1 d'una entitat de l'administració pública i 3 d'empreses classificades com a «altres activitats de serveis».
Dels 14 establiments de servei als particulars que hi havia el 2009, 2 eren paletes, 1 guixaire pintor, 4 lampisteries, 1 electricista, 2 empreses de construcció, 1 perruqueria, 2 restaurants i 1 agència immobiliària.
L'any 2000 a Lumigny-Nesles-Ormeaux hi havia 19 explotacions agrícoles.

## Equipaments sanitaris i escolars
El 2009 hi havia 1 escola maternal i 2 escoles elementals.

## Poblacions més properes
El següent diagrama mostra les poblacions més properes.